# Spyridon Luis
Spyridon Luis, řecky: Σπυρίδων Λούης, též Σπύρος Λούης (12. ledna 1873 Marousi — 26. března 1940 tamtéž) byl řecký atlet, vítěz maratonu na prvních novodobých olympijských hrách v roce 1896.

## Dětství a mládí
Spyridon se narodil v městečku Marousi (Amarousi) nedaleko Athén jako nejmladší z pěti dětí a jediný syn Athanasia a Kalomiry Louisových. Jeho otec byl chudý rolník, který si na živobytí přivydělával jako rozvažeč vody (veřejný vodovod tehdy ještě v Athénách neexistoval a voda se vozila do města v konvích). Malý Spyridon ve škole příliš nevynikal – a těžko se tomu divit, když musel kromě učení vypomáhat otci s roznáškou vody, dělat čističe bot a poslíčka. Právě jeden z jeho zákazníků mu však nakonec otevřel cestu ke slávě. Byl jím jistý major Papadiamantopoulos, který si svého oblíbeného poslíčka Spyridona Luise, odbývajícího si v letech 1893–1895 vojenskou službu, nechal převelet ke svému útvaru a jako člen organizačního výboru I. olympijských her jej později doporučil do kvalifikace řeckých účastníků nadcházejícího maratonského běhu. Luisovi se kvalifikační závod vůbec nevydařil (doběhl až 17. z 19 dokončivších účastníků), přesto jej jeho patron Papadiamantopoulos dokázal protlačit na startovní listinu olympijského závodu.

## Olympijské vítězství
Zlom v Luisově životě nadešel v pátek 10. dubna (v Řecku tehdy ještě počítali podle juliánského kalendáře 29. března) 1896. Toho odpoledne se u vesnice Marathón postavilo na start prvního olympijského maratónu 17 závodníků z pěti zemí. Někteří běžci uspěli již v předchozích disciplínách Američan Arthur Blake skončil v běhu na 1 500 m druhý a Francouz Albin Lermusiaux třetí. Za největšího favorita byl všeobecně považován Edwin Flack z Austrálie, čerstvý olympijský vítěz na 800 i 1 500 m, na startu byl i Maďar Gyula Kellner. Zbývajících třináct závodníků reprezentovalo pořádající zemi a celé Řecko doufalo, že alespoň v pátý den atletických soutěží se dočká prvního vítězství domácího závodníka.

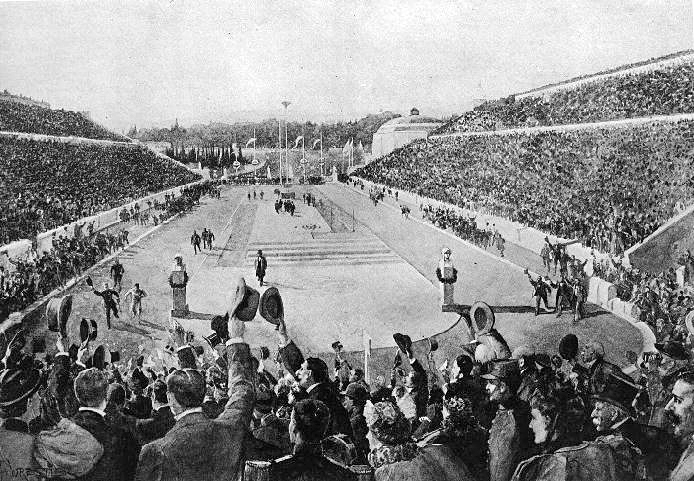
Spyridon Luis vbíhá za ovací diváků na stadion, foto: Albert Meyer

Ve 13:56 poslal startér (jímž nebyl nikdo jiný než major Papadiamantop Papadiamantopoulos) výstřelem z revolveru závodníky na 40 km dlouhou trať prašnými silnicemi do Athén, lemovanou desetitisíci diváků. Již po několika kilometrech se startovní pole roztrhalo a na čele se usadil Edwin Flack následován Blakem a Lermusiauxem, na čtvrtém místě pak Řek Lavrentis. Mezi 10. a 15. kilometrem, zatímco byl Blake stižen krizí, se na vedoucí skupinu dotáhl další z Řeků Charilaos Vasilakos spolu s Kellnerem. Spyridon Luis se nenechal strhnout tempem a dopředu se propracovával jen pozvolna (přičemž neváhal překonávat chvilkovou krizi ani sklenicí vína v hospodě v Pikermi). Užaslé diváky přitom neopomněl ujišťovat, že soupeře stačí před cílem dohonit. Lermusiaux mezitím ve stoupání za Pikermi nastoupil k samostatnému úniku a mezi 20. a 30. kilometrem si vytvořil až několikaminutový náskok. Přecenil však své síly a pro křeče musel zastavit. Ještě se znovu pokusil rozběhnout, ale na 32. kilometru Lermusiaux závod definitivně vzdal. Své úsilí ukončil i Blake, zatímco vedení v závodě se znovu ujal Flack. To už se k němu zezadu pomalu ale jistě dotahoval Spyridon Luis a vyčerpaného Australana předstihl. Ten se ještě chvíli snažil držet s odstupem asi 20 metrů krok, ale na 37. kilometru již na dohled od Athén odpadl. I Flack tak skončil ve sběrném voze a na čele závodu se ocitli dva Řekové, neboť druhý za Louisem byl Charilaos Vasilakos. Na zaplněný olympijský stadion nejprve dorazil cyklista se zprávou že od 30. kilometru přesvědčivě vede Australan Flack. O to větší byl výbuch nadšení 60 000 diváků, když na koni přicválal startér Papadiamantopoulos a oznámil, že se do cíle blíží jako vedoucí řecký závodník Spyridon Luis. Následník řeckého trůnu princ Konstantin a jeho bratr Jiří ihned spěchali k bráně stadionu, aby po Luisově boku za ohromných ovací oběhli poslední kolo. Spyridon Luis vyhrál první olympijský maratón v čase 2:58:50, druhý Charilaos Vasilakos dosáhl času 3:06:30. Další v cíli Spyridon Velokas byl vzápětí diskvalifikován, neboť se ukázalo, že se kus cesty svezl. Třetí místo tak vybojoval Maďar Gyula Kellner časem 3:09:35.
Spyridon Luis se rázem stal národním hrdinou. Kromě osobní gratulace (a povozu s oslíkem pro svou živnost) od krále Jiřího I. a stříbrného poháru věnovaného iniciátorem celého závodu Michelem Bréalem obdržel nespočet dalších pozorností od svých nadšených krajanů – zlaté hodinky, doživotní obsluha u holiče zdarma apod. Mohl jen litovat, že má již manželku Elenu a dvě děti, neboť přední řecký boháč a sponzor her, bankéř Averof, před závodem nabízel případnému řeckému vítězi ruku své dcery a milion drachem.

## Další život a odkaz
Po tomto druhém maratonu v životě už Spyridon Luis nezávodil. Nedal se ani zlákat svou náhlou slávou a dál žil skromně s rodinou (celkem pět dětí) v Marousi jako rolník a listonoš. Za olympijské vítězství mu byla až do konce života vyplácena i nevelká penze. O mnoho let později, v roce 1925 byl z jakési příčiny neprávem obviněn z falšování úředních dokumentů a více než rok strávil ve vazbě, než byl rehabilitován a propuštěn. Naposledy se objevil na veřejnosti roku 1936, kdy byl čestným členem a vlajkonošem řecké výpravy na olympijských hrách v Berlíně. Zemřel v tichosti ve svém rodném městě a jeho hrob zdobí mramorový náhrobek s pěti olympijskými kruhy. Třeba říci, že Řecko si na další atletické olympijské zlato muselo počkat hodně dlouho – až do roku 1992, kdy v Barceloně nečekaně vyhrála běh na 100 metrů překážek Paraskiewi Patoulidou.
Jméno Spyridona Luise nesou mnohé řecké sportovní kluby a dnes především Olympijský stadión, srdce sportovního komplexu v jeho rodném Marousi, který hostil olympijské hry v roce 2004.